# Ashley Young
Ashley Simon Young (ur. 9 lipca 1985 w Stevenage) – angielski piłkarz występujący na pozycji obrońcy w angielskim klubie Everton. W latach 2007–2018 reprezentant Anglii. Uczestnik Mistrzostw Europy 2012 i Mistrzostw Świata 2018.

## Kariera klubowa
Swoją karierę piłkarską Young rozpoczynał w roku 2000 w Watfordzie. Przez pierwsze dwa lata gry w tym zespole grał w drużynie juniorów, po czym został włączony do pierwszego zespołu. Zadebiutował tam 13 września 2003 roku w ligowym spotkaniu z Millwall. W tym spotkaniu Anglik zdobył także bramkę. W debiutanckim sezonie Young zagrał jeszcze w czterech ligowym spotkaniach. Podstawowym zawodnikiem swojej drużyny stał się w następnym sezonie, kiedy to zaliczył 34 występy. Na Vicarage Road Young grał do roku 2007. W tym czasie wraz ze swoim zespołem awansował do Premier League, zaś w roku 2005 został wybrany najlepszym młodym graczem Watfordu sezonu. 23 stycznia 2007 roku przeszedł za kwotę 7,,65 milionów funtów do Aston Villi.
W nowym klubie swój pierwszy występ zaliczył 31 stycznia w przegranym 3:1 meczu z Newcastle United. W tym pojedynku zdobył także swoją pierwszą bramkę dla Aston Villi. Ponadto w sezonie 2007/2008 był drugi w klasyfikacji najlepszych asystentów oraz został wybrany do najlepszej jedenastki sezonu w Premier League. Young został wybrany najlepszym piłkarzem miesiąca w lidze we wrześniu 2008 roku.
W styczniu 2009 roku po raz trzeci w swojej karierze Young został wybrany najlepszym graczem miesiąca w lidze. Pod koniec sezonu 2008/2009 został wybrany przez PFA młodym piłkarzem roku. W drużynie Aston Villi Young zaliczył już ponad 100 ligowych występów oraz strzelił 22 gole.
23 czerwca 2011 roku Ashley Young podpisał pięcioletni kontrakt z Manchesterem United. Natomiast 7 sierpnia 2011 r. wygrał razem z Manchesterem United Tarczę Wspólnoty. 7 sierpnia 2015 r. przedłużył kontrakt z klubem do czerwca 2018 r. z opcją przedłużenia go o kolejny rok.
17 stycznia 2020 roku podpisał półroczny kontrakt z opcją przedłużenia o kolejny rok z Interem Mediolan.
13 lipca 2023 roku podpisał roczny kontrakt z Evertonem.

## Kariera reprezentacyjna
W latach 2006–2007 Young zaliczył 10 występów w reprezentacji Anglii do 21 lat. W seniorskiej kadrze zadebiutował 16 listopada 2007 roku w pojedynku z reprezentacją Austrii.

## Statystyki kariery
(aktualne na 17 stycznia 2020)
| Klub               | Sezon              | Liga               | Liga  | Liga   | Puchar krajowy | Puchar krajowy | Puchar ligi | Puchar ligi | Europa | Europa | Inne  | Inne   | Suma  | Suma   |
| Klub               | Sezon              | Liga               | Mecze | Bramki | Mecze          | Bramki         | Mecze       | Bramki      | Mecze  | Bramki | Mecze | Bramki | Mecze | Bramki |
| ------------------ | ------------------ | ------------------ | ----- | ------ | -------------- | -------------- | ----------- | ----------- | ------ | ------ | ----- | ------ | ----- | ------ |
| Watford            | 2003/04            | First Division     | 5     | 3      | 0              | 0              | 1           | 0           | –      | –      | –     | –      | 6     | 3      |
| Watford            | 2004/05            | Championship       | 34    | 0      | 0              | 0              | 4           | 0           | –      | –      | –     | –      | 38    | 0      |
| Watford            | 2005/06            | Championship       | 39    | 13     | 0              | 0              | 1           | 1           | –      | –      | 3     | 1      | 43    | 15     |
| Watford            | 2006/07            | Premier League     | 20    | 3      | 1              | 0              | 2           | 1           | –      | –      | –     | –      | 23    | 4      |
| Aston Villa        | 2006/07            | Premier League     | 13    | 2      | 0              | 0              | 0           | 0           | –      | –      | –     | –      | 13    | 2      |
| Aston Villa        | 2007/08            | Premier League     | 37    | 9      | 1              | 0              | 1           | 0           | –      | –      | –     | –      | 39    | 9      |
| Aston Villa        | 2008/09            | Premier League     | 36    | 7      | 3              | 0              | 1           | 0           | 8      | 2      | –     | –      | 48    | 9      |
| Aston Villa        | 2009/10            | Premier League     | 37    | 5      | 6              | 2              | 5           | 2           | 2      | 0      | –     | –      | 50    | 9      |
| Aston Villa        | 2010/11            | Premier League     | 34    | 7      | 2              | 0              | 3           | 2           | 1      | 0      | –     | –      | 40    | 9      |
| Manchester United  | 2011/12            | Premier League     | 25    | 6      | 0              | 0              | 0           | 0           | 7      | 2      | 1     | 0      | 33    | 8      |
| Manchester United  | 2012/13            | Premier League     | 19    | 0      | 2              | 0              | 0           | 0           | 2      | 0      | –     | –      | 23    | 0      |
| Manchester United  | 2013/14            | Premier League     | 20    | 2      | 0              | 0              | 2           | 1           | 8      | 0      | 0     | 0      | 30    | 3      |
| Manchester United  | 2014/15            | Premier League     | 26    | 2      | 3              | 0              | 0           | 0           | –      | –      | –     | –      | 29    | 2      |
| Manchester United  | 2015/16            | Premier League     | 18    | 1      | 1              | 0              | 2           | 0           | 5      | 0      | –     | –      | 26    | 1      |
| Manchester United  | 2016/17            | Premier League     | 12    | 0      | 3              | 0              | 1           | 0           | 7      | 0      | 0     | 0      | 23    | 0      |
| Manchester United  | 2017/18            | Premier League     | 30    | 2      | 4              | 0              | 0           | 0           | 4      | 0      | 0     | 0      | 38    | 2      |
| Manchester United  | 2018/19            | Premier League     | 30    | 2      | 3              | 0              | 1           | 0           | 7      | 0      | –     | –      | 41    | 2      |
| Manchester United  | 2019/20            | Premier League     | 12    | 0      | 1              | 0              | 2           | 0           | 3      | 1      | –     | –      | 18    | 1      |
| Inter Mediolan     | 2019/20            | Serie A            | 1     | 0      | 0              | 0              | –           | –           | 0      | 0      | –     | –      | 1     | 0      |
| Ogólnie w karierze | Ogólnie w karierze | Ogólnie w karierze | 447   | 64     | 30             | 2              | 26          | 7           | 54     | 5      | 4     | 1      | 561   | 79     |

## Sukcesy
Manchester United
- Premier League (1): 2012/2013
- Puchar Anglii (1): 2015/2016
- Puchar Ligi (1): 2016/2017
- Tarcza Wspólnoty (2): 2011, 2013
- Liga Europy (1): 2016/2017

Inter Mediolan
Serie A (1): 2020/21